# Perowskien
Die Perowskien oder Perovskien (Perovskia) sind eine Pflanzengattung innerhalb der Familie der Lippenblütler (Lamiaceae). Das natürliche Verbreitungsgebiet der etwa zehn Arten reicht von West- über Zentralasien bis ins westliche China. Einige Arten werden als Ziersträucher verwendet.

## Beschreibung

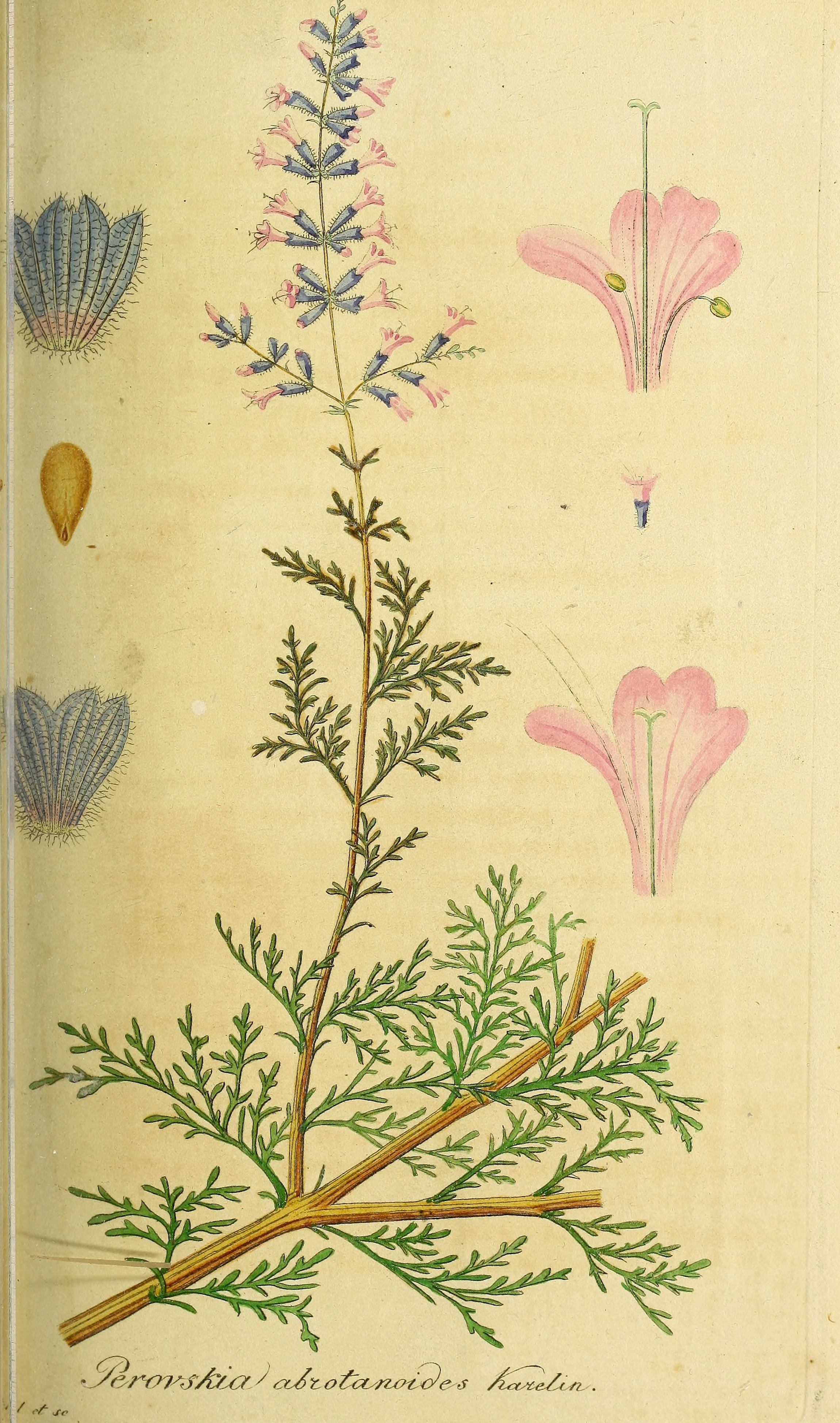
Illustration aus Bulletin de la Société Impériale des Naturalistes de Moscou, 1841 der Fiederschnittigen Perowskie (Perovskia abrotanoides)

Die Perovskia-Arten wachsen als aromatisch duftende Halbsträucher. Die Zweige und Knospen sind kahl oder dicht mit grauweißen Sternhaaren bedeckt. Endknospen fehlen. Die Laubblätter sind gegenständig angeordnet, ganzrandig, gesägt oder fiederschnittig.
Die Blüten wachsen zu zwei bis vier, selten bis sechs in Scheinquirlen. An jungen Zweigen sind diese in 30 bis 45 Zentimeter langen, endständigen, rispenartigen Blütenständen vereinigt. Die Blüten sind sitzend oder kurz gestielt.
Die zwittrigen Blüten sind fünfzählig mit doppelter Blütenhülle. Der Blütenkelch ist glockenförmig, dicht behaart und zweilippig. Die Oberlippe ist mehr oder weniger ganzrandig bis dreizähnig, die Unterlippe zweizähnig, stark behaart und zur Fruchtzeit aufgeblasen. Die Blütenkrone ist blauviolett, rosenfarben, gelblich oder selten weiß, doppelt so lang wie der Blütenkelch, trichterförmig und zweilippig. Die Oberlippe ist ungleich vierlappig mit zwei kleineren mittleren Lappen, die Unterlippe ist oval-eiförmig und ganzrandig. Es werden vier Staubblätter gebildet, zwei davon fruchtbar und gespreizt, zwei steril, klein und unter der Oberlippe liegend. Der Fruchtknoten ist zweifächrig und durch zusätzliche Scheidewände in vier Klausen unterteilt. Als Früchte werden vier braune, verkehrt-eiförmige, stumpfe und kahle Nüsschen gebildet, die vom weißfilzigen Kelch umgeben sind.

## Systematik und Verbreitung
Die Gattung Perovskia gehört zur Tribus Mentheae in der Unterfamilie Nepetoideae innerhalb der Familie der Lippenblütler (Lamiaceae). Die Gattung Perovskia wurde von Grigori Silytsch Karelin 1841 erstbeschrieben. Der von ihm gewählte Gattungsname Perovskia erinnert an den russischen General und Gouverneur der Provinz Orenburg Wassili Alexejewitsch Perowski (1794–1857).
Nach WCSP ist die Gattung aber besser in die Gattung Salvia einzugliedern.
Das Verbreitungsgebiet der Perovskia-Arten liegt in Asien und reicht vom Nordosten des Irans bis nach Belutschistan und in den Nordwesten des Himalayas.

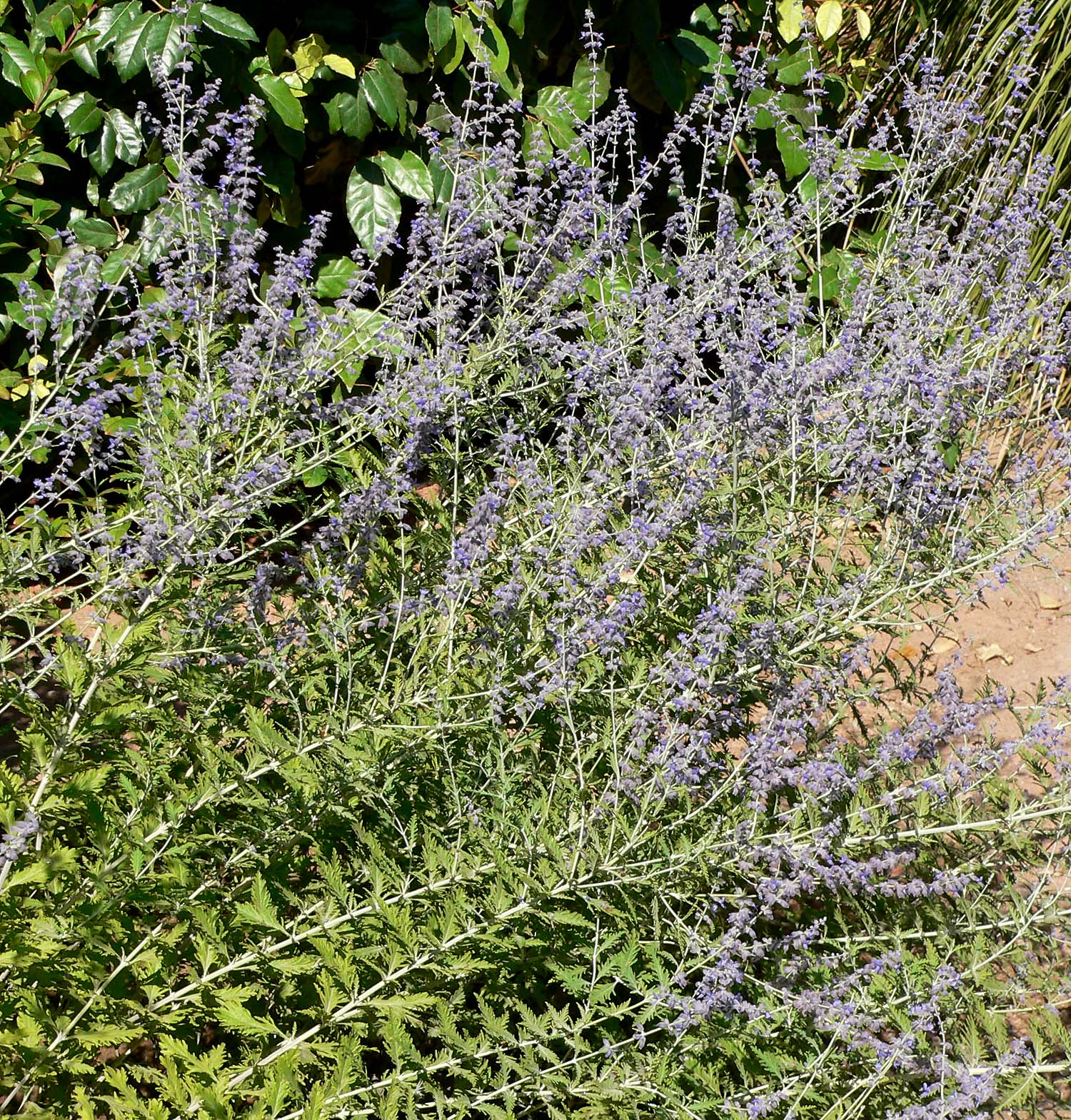
Silber-Perowskie (Perovskia atriplicifolia)

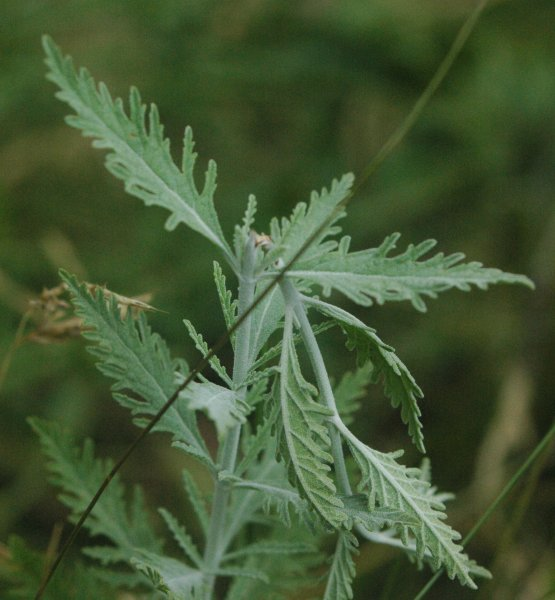
Blätter der Silber-Perowskie

Laut Flora of China werden etwa sieben, bei anderen Autoren bis zu zehn Arten unterschieden:
- Fiederschnittige Perowskie[9] (Perovskia abrotanoides Kar.; Syn.: Salvia abrotanoides (Kar.) Sytsma, Perovskia artemisioides Boiss.): Sie ist vom östlichen Iran über Kirgisistan, Afghanistan und Pakistan bis Tibet verbreitet.[8]
- Perovskia angustifolia Kudrjasch. (Syn.: Salvia karelinii J.B.Walker): Die Heimat ist Tadschikistan und Kirgisistan.[8]
- Silber-Perowskie[9] (Perovskia atriplicifolia Benth.; Syn.: Salvia yangii B.T.Drew): Das Verbreitungsgebiet reicht von Afghanistan bis China.[8]
- Perovskia botschantzevii Kovalevsk. & Kochk. (Syn.: Salvia pobedimovae J.G.González): Das Verbreitungsgebiet reicht von Afghanistan bis  Tadschikistan und Kirgisistan.[8]
- Perovskia kudrjaschevii Gorschk. & Pjataeva (Syn.: Salvia kudrjaschevii (Gorschk. & Pjataeva) Sytsma): Die Heimat ist Kasachstan und Kirgisistan.[8]
- Perovskia linczevskii Kudrjasch. (Syn.: Salvia klokovii J.B.Walker): Die Heimat ist Tadschikistan.[8]
- Runzlige Perowskie[9] (Perovskia scrophulariifolia Bunge; Syn.: Salvia scrophulariifolia (Bunge) B.T.Drew): Die Heimat ist Tadschikistan und Kirgisistan.[8]
- Perovskia virgata Kudrjasch. (Syn.: Salvia bungei J.G.González): Die Heimat ist Tadschikistan.[8]
- Perovskia × intermedia Lazkov: 2011 wurde diese Naturhybride Perovskia abrotanoides × Perovskia angustifolia aus Kirgisistan erstbeschrieben.[8]

## Verwendung
Einige Perovskia-Arten werden häufig als trockenresistente und im Sommer blühende Ziersträucher verwendet.

## Nachweise